# Liste des monuments et sites historiques de la région de Ziguinchor
Cet article recense les monuments et sites historiques de la région de Ziguinchor au Sénégal.

## Liste
| Monument                                        | Département               | Localité                                         | Coordonnées                  | Notes                                                                  | Code Arrêté      | Illus. |
| ----------------------------------------------- | ------------------------- | ------------------------------------------------ | ---------------------------- | ---------------------------------------------------------------------- | ---------------- | ------ |
| Cathédrale Saint-Antoine de Padoue à Ziguinchor | Département de Ziguinchor | Ziguinchor                                       | 12° 35′ 00″ N, 16° 16′ 20″ O |                                                                        | 2006ZIGUINCHOR01 |        |
| Palais de Justice                               | Département de Ziguinchor | Ziguinchor                                       |                              |                                                                        | 2006ZIGUINCHOR02 |        |
| Gouvernance                                     | Département de Ziguinchor | Ziguinchor                                       |                              |                                                                        | 2006ZIGUINCHOR03 |        |
| Bâtiment abritant le Conseil régional           | Département de Ziguinchor | Ziguinchor                                       | 12° 35′ 10″ N, 16° 16′ 16″ O |                                                                        | 2006ZIGUINCHOR04 |        |
| Baobab « Front Bone »                           | Département de Ziguinchor | Boutoupa Camaracounda, Arrondissement de Niaguis |                              |                                                                        | 2006ZIGUINCHOR05 |        |
| Grande Mosquée                                  | Département de Ziguinchor | Santhiaba Ziguinchor                             |                              |                                                                        | 2006ZIGUINCHOR06 |        |
| Cimetière mixte (musulman et chrétien)          | Département de Ziguinchor | Ziguinchor                                       |                              | Route du Sud                                                           | 2006ZIGUINCHOR07 |        |
| Fromager Dialang Bantang                        | Département de Ziguinchor | Niéfoulène Ziguinchor                            |                              | lieu de culte pour les femmes diolas et mandingues                     | 2006ZIGUINCHOR08 |        |
| Maisons à impluvium du royaume de Bandial       | Département de Ziguinchor |                                                  | 12° 36′ 00″ N, 16° 16′ 21″ O |                                                                        | 2006ZIGUINCHOR09 |        |
| Mausolée Ahoune Sané                            | Département de Bignona    | Koundioughor, Arrondissement de Sindian          |                              |                                                                        | 2006BIGNONA01    |        |
| Fromager centenaire                             | Département de Bignona    | Sindian                                          |                              | lieu de culte pour les rituels d'initiation                            | 2006BIGNONA02    |        |
| Site Bakolon Badji                              | Département de Bignona    | Niankitte                                        |                              | lieu de culte pour les cérémonies d'initiation (en mémoire de Bakolon) | 2006BIGNONA03    |        |
| Puits d’eau douce                               | Département de Bignona    | Kafountine, Arrondissement de Diouloulou         |                              |                                                                        | 2006BIGNONA04    |        |
| Baobab Palmier                                  | Département de Bignona    | Baligname                                        |                              |                                                                        | 2006BIGNONA05    |        |
| Termitière Nankoray                             | Département de Bignona    | Djilonding                                       |                              | lieu de culte des prêtresses animistes                                 | 2006BIGNONA06    |        |
| centre historique de Karabane                   | Département de Oussouye   | Karabane, arrondissement de Loudia               | 12° 29′ 12″ N, 16° 32′ 32″ O |                                                                        | 2006OUSSOUYE01   |        |
| Bâtiment abritant la résidence du Préfet        | Département de Oussouye   | Oussouye                                         |                              |                                                                        | 2006OUSSOUYE02   |        |
| Fromagers centenaires                           | Département de Oussouye   | Kagnout                                          |                              |                                                                        | 2006OUSSOUYE03   |        |
| Puits d'El Hadj Omar                            | Département de Oussouye   | Elinkine, arrondissement de Loudia               |                              |                                                                        | 2006OUSSOUYE04   |        |
| Maisons à étage                                 | Département de Oussouye   | Mlomp                                            |                              |                                                                        | 2006OUSSOUYE05   |        |